# Gabriele Messina
Gabriele Messina (Crotone, 9 gennaio 1956) è un ex calciatore e dirigente sportivo italiano, di ruolo attaccante.

## Carriera

### Giocatore

Da destra: Messina e Pierluigi Brivio al Palazzolo-Telgate nella stagione 1989-1990

Nel ruolo di prima punta, inizia la carriera da calciatore nella formazione giovanile Berretti del Crotone, dove viene proclamato migliore marcatore nazionale di categoria ed entra in Serie C nel 1974, nella prima squadra crotonese in cui gioca per due stagioni. Rimanendo sempre in C, approda successivamente al Trapani dove rimane per un biennio, e poi per una stagione a testa alla Cavese e alla Salernitana, club quest'ultimo in cui realizza 15 gol.
È in forza all'Atalanta, in Serie B, nel campionato 1980-1981 che vede gli uomini di Bruno Bolchi retrocedere; per gli orobici l'attaccante calabrese colleziona 11 presenze e 4 gol in B (oltreché 4 partite e 3 reti in Coppa Italia). Nel campionato 1981-1982, dopo altre 2 presenze in Serie C1 con la squadra bergamasca, torna in cadetteria con il Brescia, con cui totalizza 14 gare.
Negli anni successivi disputa un campionato di terza serie nel Modena finché nella stagione 1983-1984 ritrova il suo ex allenatore Bolchi nel Bari, quando i pugliesi, allora in C1, iniziano la scalata alla Serie A. Dei biancorossi è il bomber con 18 marcature in totale, di cui 6 realizzate in una storica edizione di Coppa Italia che li vede sorprendenti semifinalisti: tre di queste marcature vengono realizzate negli ottavi e quarti di finale dove i pugliesi eliminano in sequenza Juventus e Fiorentina, formazioni di massima serie battute da una di C per prima volta nella storia del calcio italiano. Nella stagione successiva conquista un'altra promozione dalla Serie C alla B tra le file del Palermo, squadra di cui è capocannoniere con 15 reti.
Dopo altri campionati di C1 e C2 con le maglie di Foggia, Cosenza, Virescit Boccaleone e Palazzolo, chiude la carriera agonistica nel 1993 all'età di 37 anni nel Pergocrema, in Serie C2.

### Dopo il ritiro
Dopo avere svolto per molti anni il ruolo di collaboratore tecnico dell'Atalanta, ha assunto l'incarico di direttore sportivo della società bergamasca dal 2004 al 2007.

## Palmarès

### Giocatore
- Campionato italiano Serie C1: 2

Atalanta: 1981-1982 (girone A)
Bari: 1983-1984 (girone B)
- Campionato italiano Serie C2: 1

Palazzolo: 1990-1991 (girone B)